# Delčevo (kommun)
Delčevo (makedonska: Делчево) är en kommun i Nordmakedonien. Den ligger i den östra delen av landet, 110 kilometer öster om huvudstaden Skopje. Antalet invånare är 16 673. Arean är 422 kvadratkilometer. Huvudort är Delčevo.